# Blues Queen Sylvia
Blues Queen Sylvia, auch Queen Sylvia Embry, (* 14. Juni 1941 in Wabbaseka (Arkansas) als Sylvia Lee Burton; † 28. Februar 1992 in Chicago) war eine amerikanische Bluesmusikerin (Gesang, E-Bass). Sie war eine der wenigen Instrumentalistinnen im Chicago Blues und, soweit bekannt, die einzige Bassspielerin.

## Leben und Wirken
Embry lernte als Kind Klavier, wobei sie von ihrer Großmutter ermutigt wurde, und sang im Gospelchor ihrer Kirche, dann bei The Southern Echoes Gospel. Mit 19 Jahren zog sie nach Memphis, wo sie ihre Karriere als Sängerin fortsetzen wollte, sich aber in einer ersten Ehe bald in der Hausfrauenrolle wiederfand.
In den frühen 1960er Jahren trennte Embry sich und ließ sich in Chicago nieder, wo sie in den Clubs der South Side arbeitete. Dort lernte sie den Bluesgitarristen John Embry (1931–1985) kennen, den sie nach erfolgter Scheidung heiratete und der sie auf ihr Bitten hin beim Spiel der Bassgitarre anleitete. In den 1970er Jahren wurde sie lokal als Bassistin und Sängerin von Lefty Dizz in seiner Band Shock Treatment bekannt, mit der sie wöchentlich in der Checkerboard Lounge auftrat. 
1979/80 nahm Embry mit ihrem Mann das Live-Album After Work für Razor Records auf (bereits in der Phase einer Trennung des Paares). Beim von Willie Dixon veranstalteten Delta Blues Festival ’79 trat sie mit Sam Myers auf (Aufnahmen auch im Dokumentarfilm Mississippi Delta Blues). In den Jahren darauf setzte sie ihre Karriere alleine fort. Mit einer eigenen Band kam es zu weiteren Aufnahmen etwa für das Album Living Chicago Blues Vol. 6 (das mit dem Prix Big Bill Broonzy 1981 ausgezeichnet wurde). Aufnahmen entstanden auch beim American Livin’ Blues Festival 1982, mit dem sie erstmals in Europa tourte. Mit dem American Folk Blues Festival holte sie Horst Lippmann 1983 noch einmal nach Europa, wo sie (für die Festivaldokumentation) im Frankfurter Volksbildungsheim mit Carey Bell aufgenommen wurde. Sie arbeitete zudem mit Jimmy Dawkins, der sie auch auf ihrem 1983 als Blues Queen Sylvia veröffentlichten Studioalbum Midnight Baby für L+R Records begleitete. Als Bassistin ist sie auch an dem Album Boy from Black Bayoo von Louisiana Red von derselben Tournee beteiligt. 1986 tourte sie mit den The Mississippi All-Stars, trat aber auch mit Sam Myers auf. Während der späten 1980er Jahre kehrte Embry zur Gospelmusik zurück. 1992 starb sie nach einem Krebsleiden in Chicago.
Bei Bear Family Records erschien posthum ein Kompilationsalbum mit den frühen Aufnahmen, das unter John & Sylvia Embry Troubles veröffentlicht wurde.